# Anethum theurkauffii
Anethum theurkauffii

## Опис
Однорічна рослина, гола, піднесена (до 0.60 м), облистнена. Листки довгочерешкові, триперисті, трилопатеві, з лінійними листочками до 5 мм завдовжки, вузькі, гострі, зелені, голі. Самі верхні листки редуковані до однієї частки. Стебла зелені, тверді, гладкі, ребристі.

## Поширення
Цей вид — ендемік північної Мавританії.